# Balzac mesterművei

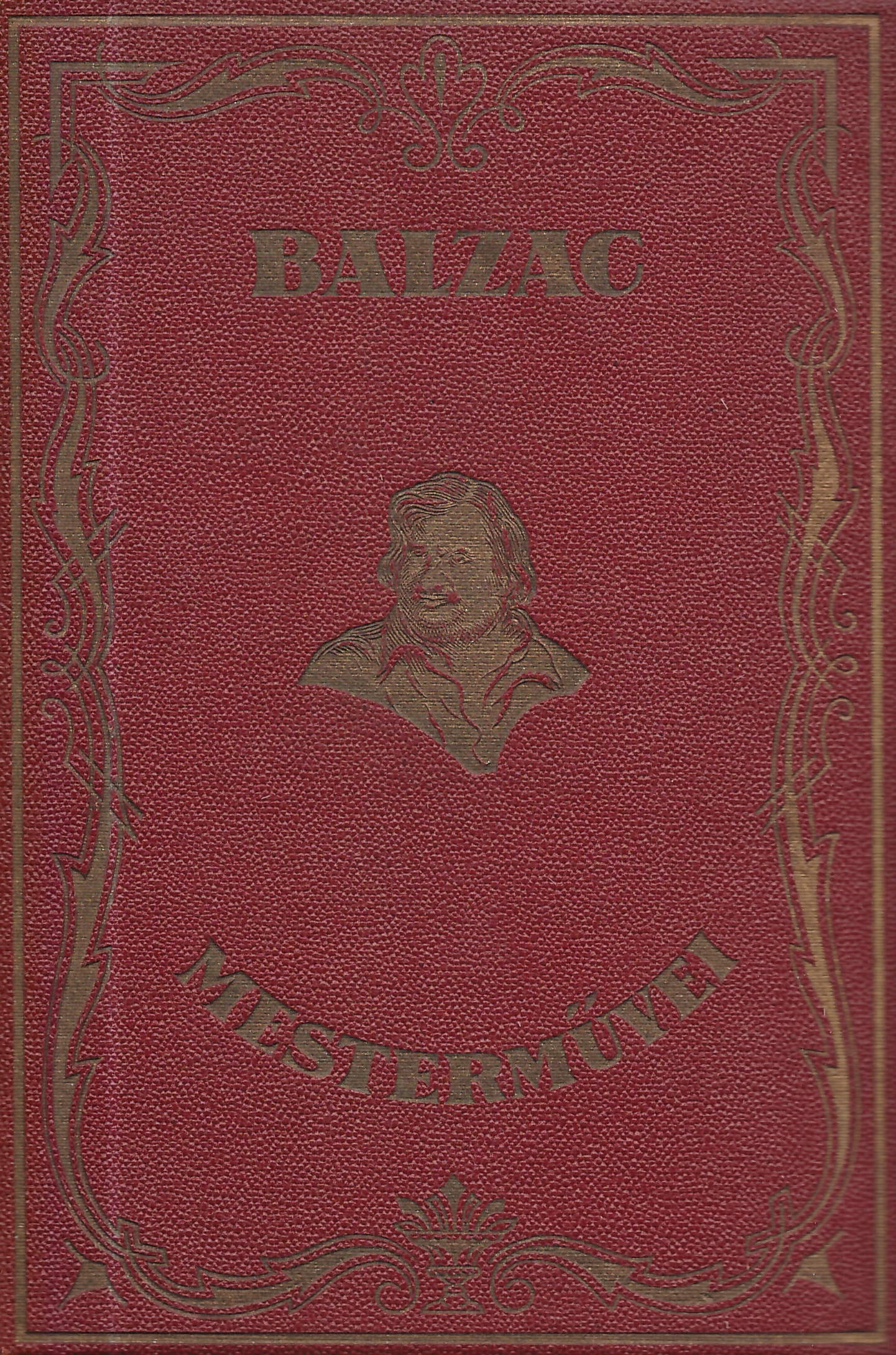
A sorozat borítódísze

A Balzac mesterművei a Gutenberg Könyvkiadóvállalat Rt. könyvsorozata volt az 1920-as években, amely Honoré de Balzac műveit tette magyar nyelven hozzáférhetővé díszes borítójú kötetekben. A sorozat a következő műveket tartalmazta:
- Die Frau von dreissig Jahren
- Grandet Eugénia
- A harmincéves asszony / Goriot apó / Grandet Eugénia I–II. (a három mű két kötetben)
- A Nucingen-ház / Cadignan hercegnő titkai / Sarrasine (két mű egy kötetben)
- A parasztok I–IV.
- A történelem tükre mögött I–II.
- Az elhagyott asszony / Akik tudtukon kivül komédiások / A gránátalma-ház (a három mű egy kötetben)
- Az elhagyott asszony / Üzletember / Történet a rémuralom idejéből (a három mű egy kötetben)
- Betti néni I–IV.
- Honorine/Chabert ezredes (két mű egy kötetben)
- Kispolgárok I–IV.